# Bonäs
För andra betydelser, se Bonäs (olika betydelser).
Bonäs är en tätort i Mora kommun. Orten är belägen vid Orsasjöns västra strand, norr om Mora och söder om grannbyn Våmhus. 

## Historia
Bonäs omtalas första gången 1435, vid sekelskiftet 1900 bodde omkring 1 000 personer i byn. På 1920-talet hade invånarantalet minskat till 628 personer, i 162 gårdar. 

### Befolkningsutveckling
| Befolkningsutvecklingen i Bonäs 1960–2020 | Befolkningsutvecklingen i Bonäs 1960–2020 | Befolkningsutvecklingen i Bonäs 1960–2020 | Befolkningsutvecklingen i Bonäs 1960–2020 | Befolkningsutvecklingen i Bonäs 1960–2020 |
| ----------------------------------------- | ----------------------------------------- | ----------------------------------------- | ----------------------------------------- | ----------------------------------------- |
|                                           |                                           |                                           |                                           |                                           |
| År                                        |                                           |                                           | Folkmängd                                 | Areal (ha)                                |
| 1960                                      | 1960                                      |                                           | 464                                       |                                           |
| 1965                                      | 1965                                      |                                           | 438                                       |                                           |
| 1970                                      | 1970                                      |                                           | 410                                       |                                           |
| 1975                                      | 1975                                      |                                           | 369                                       |                                           |
| 1980                                      | 1980                                      |                                           | 355                                       |                                           |
| 1990                                      | 1990                                      |                                           | 346                                       | 91                                        |
| 1995                                      | 1995                                      |                                           | 451                                       | 93                                        |
| 2000                                      | 2000                                      |                                           | 431                                       | 93                                        |
| 2005                                      | 2005                                      |                                           | 458                                       | 93                                        |
| 2010                                      | 2010                                      |                                           | 457                                       | 92                                        |
| 2015                                      | 2015                                      |                                           | 370                                       | 96                                        |
| 2020                                      | 2020                                      |                                           | 376                                       | 99                                        |
|                                           |                                           |                                           |                                           |                                           |

## Samhället
Byn ansågs förr som Europas längsta radby med sin längd på 5 kilometer.